# JUGENE
JUGENE (Jülich Blue Gene) è un supercomputer sviluppato da IBM per il Centro Ricerche di Jülich (Germania).
L'elaboratore è il successore del supercomputer JUBL, è basato sull'architettura Blue Gene/P, ed è equipaggiato con il sistema operativo SUSE Linux Enterprise Server 10. JUGENE è stato realizzato a partire dal 2007, e nel maggio 2009 ha raggiunto una potenza di calcolo pari ad un PetaFLOPS.

## Fonti
- «La Germania ha il suo petaFLOPS». Punto-Informatico.it, 29-05-2009 (consultato in data 04-06-2009)